# Suhopolova, Prîlukî
Suhopolova (în ucraineană Сухополова) este localitatea de reședință a comunei Suhopolova din raionul Prîlukî, regiunea Cernihiv, Ucraina.

## Demografie
Componența lingvistică a localității Suhopolova
     Ucraineană (97,11%)
     Rusă (2,48%)
     Alte limbi (0,24%)
Conform recensământului din 2001, majoritatea populației localității Suhopolova era vorbitoare de ucraineană (97,11%), existând în minoritate și vorbitori de rusă (2,48%).